# Jeremías Young
Jeremías Young Romanutti (Colonia Caroya, Argentina, 3 de febrero de 1998) es un futbolista argentino naturalizado uruguayo que juega de portero y su equipo actual es el Fénix de la Primera División de Uruguay.

## Trayectoria
Se inició como jugador en las inferiores del Fénix y en el 2019 es ascendido al plantel principal, club con el cual logró clasificar a la Copa Sudamericana 2020.

## Clubes
| Club  | País    | Año               |
| ----- | ------- | ----------------- |
| Fénix | Uruguay | 2019 - Actualidad |

## Participaciones internacionales
| Torneo                 | Club  | País    | Resultado    |
| ---------------------- | ----- | ------- | ------------ |
| Copa Sudamericana 2020 | Fénix | Uruguay | Por disputar |